# Leptagrion croceum
Leptagrion croceum är en trollsländeart som först beskrevs av Hermann Burmeister 1839.  Leptagrion croceum ingår i släktet Leptagrion och familjen dammflicksländor. IUCN kategoriserar arten globalt som otillräckligt studerad. Inga underarter finns listade i Catalogue of Life.